# Hemocelo
Hemocelo é uma série de espaços (seios) entre os órgãos de organismos com sistema circulatório aberto, como acontece com a maioria dos artrópodes e moluscos, onde circula uma combinação de sangue, linfa, e fluido intersticial designado de hemolinfa. É uma forma primitiva de celoma.